# 武吉班讓
武吉班讓（英語：Bukit Panjang），新加坡西區的一個規劃區，該區以住宅為主，位處輕微隆起的山丘之上，平均海拔為36米（118英尺），西邊為武吉巴督，西北方有蔡厝港，北面是雙溪加株，在其東方和南方分別是中央集水区自然保护区和武吉知马。